# Hallyu

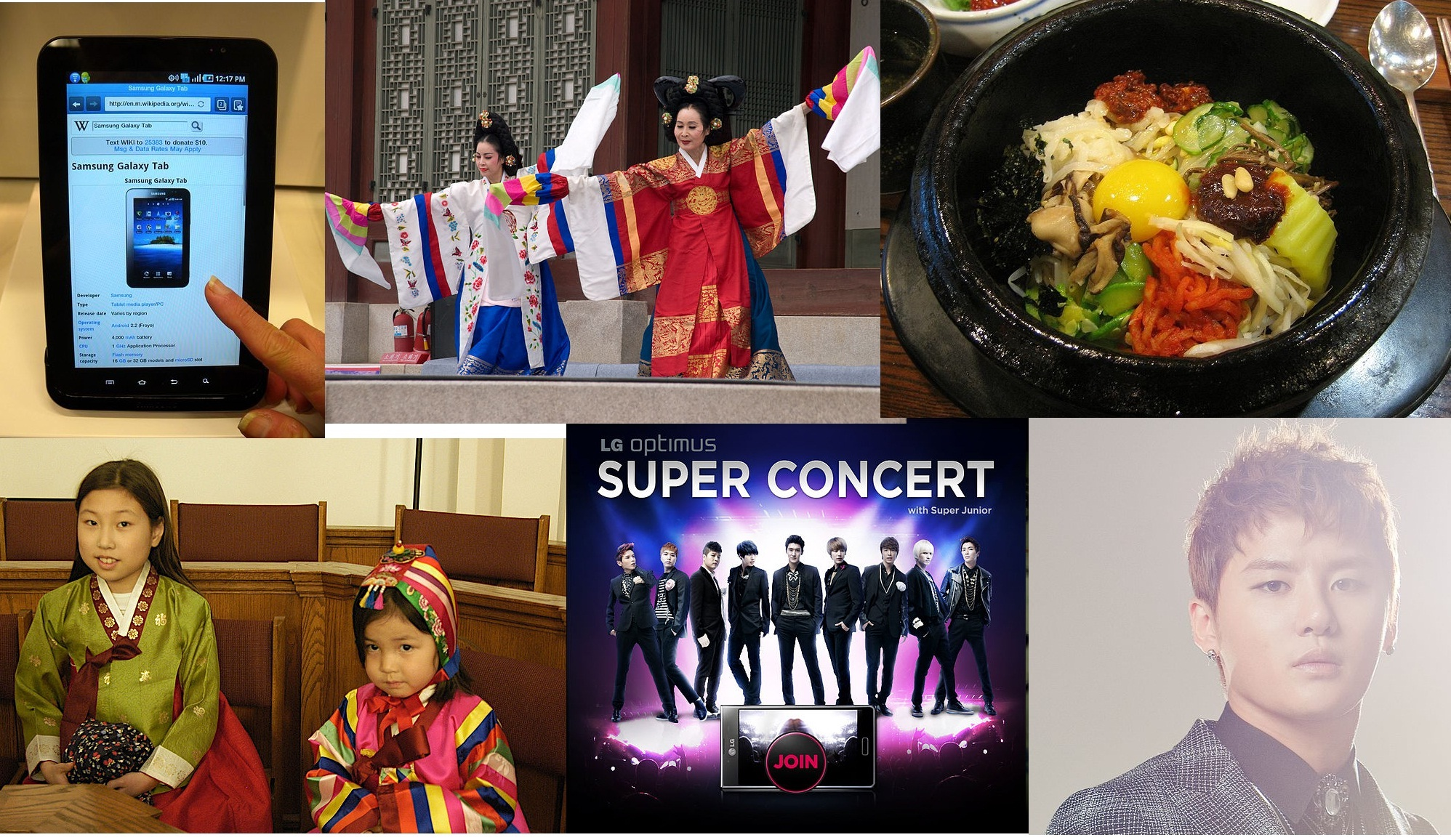
Différents éléments de la culture sud-coréenne : Galaxy tab, danse coréenne, bibimbap, Kim Junsu, Super Junior, vêtements hanbok.

La Hallyu (한류 en hangeul, 韓流 en hanja, « la vague coréenne ») est une augmentation importante de la diffusion de la culture sud-coréenne. Le terme hallyu dérivant du chinois 韓流 (hánliú en pinyin) a été introduit par les journalistes taïwanais décrivant le succès des programmes coréens à la télévision chinoise à la fin des années 90. 
Elle fut tout particulièrement visible en Chine à partir du début des années 1990. Le terme fut popularisé par les médias de Pékin en référence à la rapidité de diffusion de la culture sud-coréenne du divertissement. Que ce soit au niveau national ou supra-national, les téléséries sud-coréennes abordent généralement des thèmes universels tels l'amour, la famille ou la piété filiale, dans un contexte de chamboulement technologique et de valeurs. Le recours à la violence et les références à la sexualité y sont généralement limités.

## Croissance en Extrême-Orient
À cette époque, la Chine continentale était le plus grand marché d’exportation de la culture populaire coréenne. Plusieurs téléséries d'origine coréenne furent présentées, suivie de musique pop. En progressant, la vague culturelle engloba plus tard le domaine cinématographique et des jeux en ligne dans d'autres pays, tels le Japon, Hong Kong, Taïwan et le Viêt Nam. L'impact était généralement limité à l'Extrême-Orient asiatique, étant donné une proximité géographique et des racines culturelles analogues, notamment celles inspirées du confucianisme ; il s'est ensuite étendu à l'Occident.
La popularité de la culture sud-coréenne a pour origine la croissance économique en Asie dans les années 1990. De nombreux pays asiatiques d'Extrême-Orient ont amélioré leur pouvoir d’achat durant cette période, entraînant une diversification et une augmentation de la demande pour un nouveau type de produit culturel. La Corée du Sud avait pour avantage de proposer une alternative à la culture du Japon ou des États-Unis. L'impact fut particulièrement grand en Chine continentale où il y avait peu de produits dans l’industrie du spectacle pour attirer un public de jeune génération. En 2006, les programmes d'origine sud-coréenne diffusés sur les réseaux de télévision gouvernementaux chinois comptaient pour plus que tous les autres programmes d'origine étrangère réunis.
La musique sud-coréenne possède également un fort pouvoir attractif auprès des marchés de Chine continentale et de Taïwan. Le déficit en biens culturels chinois amena une tentative du gouvernement visant à limiter le nombre de téléséries ou de concerts d'origine sud-coréenne à plusieurs occasions. Ce succès est aussi dû aux efforts des artistes sud-coréens à adapter leurs chansons en japonais ou en chinois.
La cuisine coréenne est également un vecteur de la diffusion de la culture coréenne. Depuis 2009 et la décision de Kim Yoon-ok, alors première dame, la diffusion et la promotion de la cuisine coréenne à l'international s'insère également dans cette dynamique de vague coréenne. 
À Taïwan, une part importante du succès des téléséries sud-coréennes a pour origine une adaptation réussie aux spécificités de ce marché. Il en fut de même à Hong Kong, où la demande est si élevée que certains canaux télévisés furent créés expressément pour leur diffusion.
Aujourd'hui, la Hallyu ne se limite plus à l'exportation de la musique et des téléséries. Les droits des émissions de téléréalité (par exemple  1Night2Days) sont de plus en plus rachetés par les canaux de communication chinois.
La Hallyu s'étend également au manhwa, plus particulièrement par le vecteur du webtoon.

## Effets sur l'économie
Durant les premières années de la Hallyu, plusieurs critiques prétendaient que le mouvement s'éteindrait en peu de temps. Par ailleurs, des tendances de la fin de la première décennie du XXIe siècle suggéraient autrement. Les prévisions du volume sud-coréen d'exportation culturelle atteignait 3,8 milliards de dollars (US) en 2011, en croissance de 14 % depuis l'année précédente. Malgré cette forte augmentation, des doutes furent émis quant à la durabilité à long terme de cette croissance.
Autre conséquence de cette vague, le tourisme en Corée du Sud connut une augmentation importante. Rien qu'entre 2003 et 2004, le nombre de touristes étrangers s’accrut de 2,8 à 3,7 millions de visiteurs.